# Giulietta Martelli-Tamoni
Giulietta Martelli-Tamoni (* 5. November 1890 in Buenos Aires; † 16. Januar 1975 in Bellinzona, heimatberechtigt in Cama GR) war eine italienische Krankenschwester des Italienischen Rotes Kreuzes, Journalistin und Dichterin.

## Leben
Giulietta war Tochter des Venanzio Tamoni, nach Argentinien ausgewandert, und dessen Ehefrau Maria Julliard. Sie heiratete den italienischen Lehrer Alfredo Martelli. Sie besuchte die Schule in Chiasso und das Istituto Santa Maria in Bellinzona; danach arbeitete sie als Korrespondentin in französischer und spanischer Sprache für Handelsunternehmen. Von 1915 bis 1918 war sie als Krankenschwester des Roten Kreuzes in Italien tätig. Ab 1955 lebte sie in San Vittore.
Sie war Autorin von Gedichten im Dialekt des unteren Misox, die oft unter den Pseudonymen Barba Tuch und Marta in Zeitungen in Misox veröffentlicht wurden (zu denen sie auch verschiedene Texte in italienischer Sprache beisteuerte) und teilweise in die Sammlung Poesie dialettali (1963) aufgenommen wurden. Die Themen ihrer von einem nostalgischen Aufruf zur Tradition durchzogenen Lyrik beschränken sich im Wesentlichen auf den Mikrokosmos des Dorfs; interessanter ist die Evokation einer farbenfrohen dialektalen Realität, die durch die Verwendung ausgedienter Wörter wiedergefunden wird.

## Schriften
- Poesie dialettali. Tipografia Menghini, Poschiavo 1963.
- La lipelopa. La lipelopa. auf lessico.ch
- Siraad in su i uscc. Siraad in su i uscc. auf lessico.ch
- Sinfonii de stagion. Sinfonii de stagion auf ilmoesano.ch